# Singulato

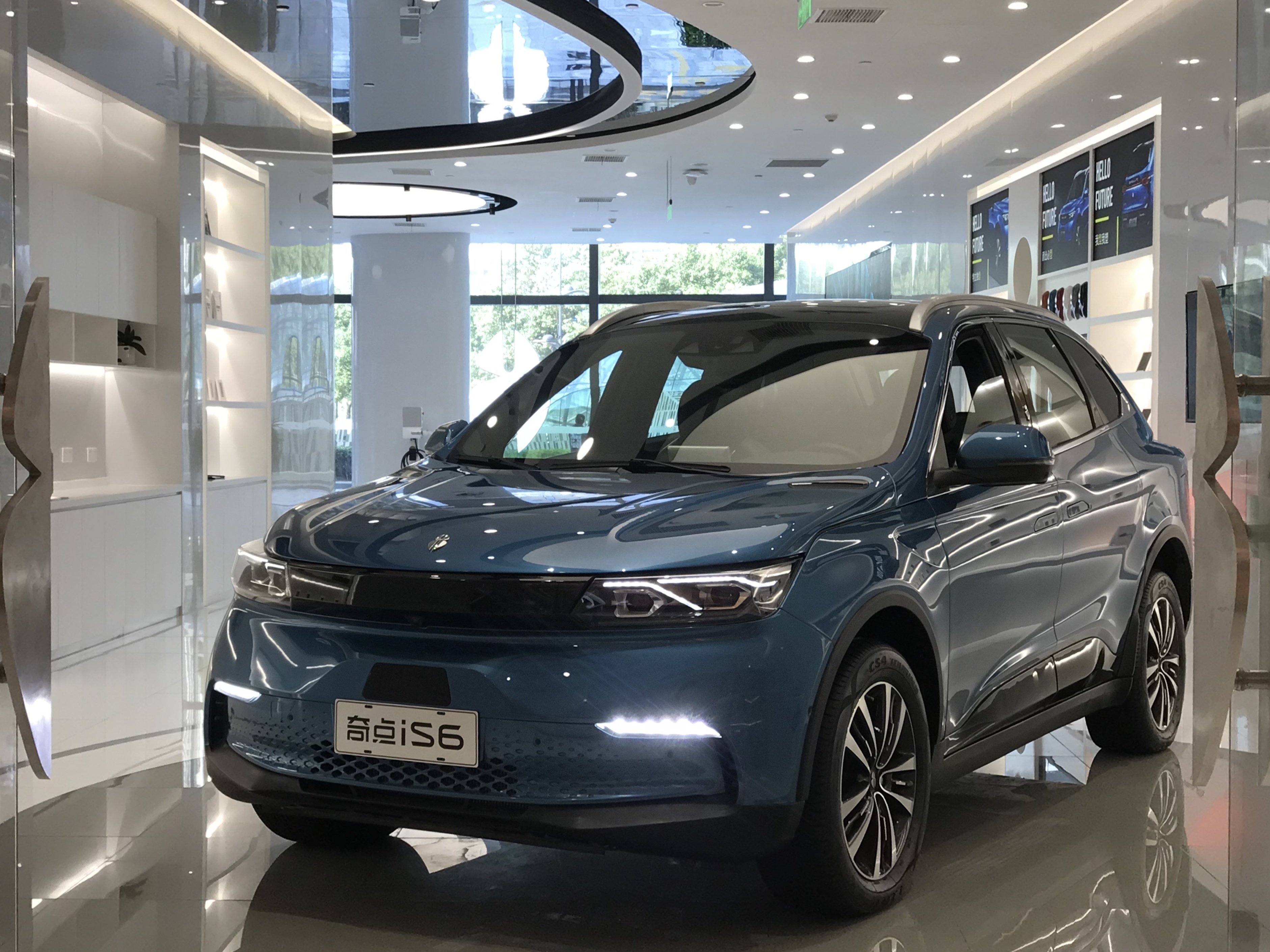
Singulato iS6

Singulato Motors – chiński startup planujący produkcję elektrycznych SUV-ów, z siedzibą w Pekinie, działający w latach 2014–2023.

## Historia
Pod koniec 2014 roku chińska spółka Zhiche Youxing Technology Co., Ltd. zarządzana przez przedsiębiorcę Shena Haiyina założyła w stołecznym Pekinie startup Singulato Motors. Filia skoncentrowała się na opracowaniu gamy samodzielnej konstrukcji samochodów elektrycznych, konkurując z podobnymi nowo powstałymi przedsiębiorstwami w Chinach. Ponadto, Singulato pracuje także nad rozwijaniem technologii pojazdów autonomiczych i big data.
W lutym 2018 roku Singulato ogłosiło swoje plany modelowe zawierające skonstruowanie i wprowadzenie do sprzedaży w ciągu najbliższych lat 6 samochodów elektrycznych z myślą o rodzimym rynku chińskim. W kwietniu producent poinformował o uzyskaniu środków o równowartości 2,4 miliarda dolarów amerykańskich w celu wdrożenia do produkcji pierwszego seryjnego modelu iS6, którego oficjalna premiera odbyła się na Beijing Auto Show 2018 miesiąc później.
Równolegle z premierą iS6, Singulato Motors przedstawiło prototyp iM8 Concept obrazujący wizję autonomicznego minivana przyszłości. Z kolei w kwietniu 2018 roku Singulato przedstawiło kolejne studium iC3, tym razem obrazujące mały, dwumiejscowy samochód elektryczny wykorzystujący projekt nadwozia Toyoty z modelu iQ.
Ambitnych planów nie udało się zrealizować, z wdrożeniem modelu iS6 do produkcji włącznie, co nie udało się ani w 2018, ani w 2019, ani w 2021 roku. Nieudane przedsięwzięcie ostatecznie w lipcu 2023 roku ogłosiło bankructwo.

## Modele samochodów

### Historyczne
- iS6 (2018)

### Studyjne
- Singulato iM8 (2018)
- Singulato iC3 (2019)